# 華南MALL
華南MALL（かなんモール、华南MALL）は、中国・広東省・東莞市にあった、中国最大のショッピングモールである。2007年7月19日に新華南MALL（しんかなんモール、新华南MALL、Xīn Huánán Móěr）と改称した。
2005年の開業から2008年10月31日にドバイ・モールが開業するまでは、世界最大のショッピングモールでもあった。

## 概要

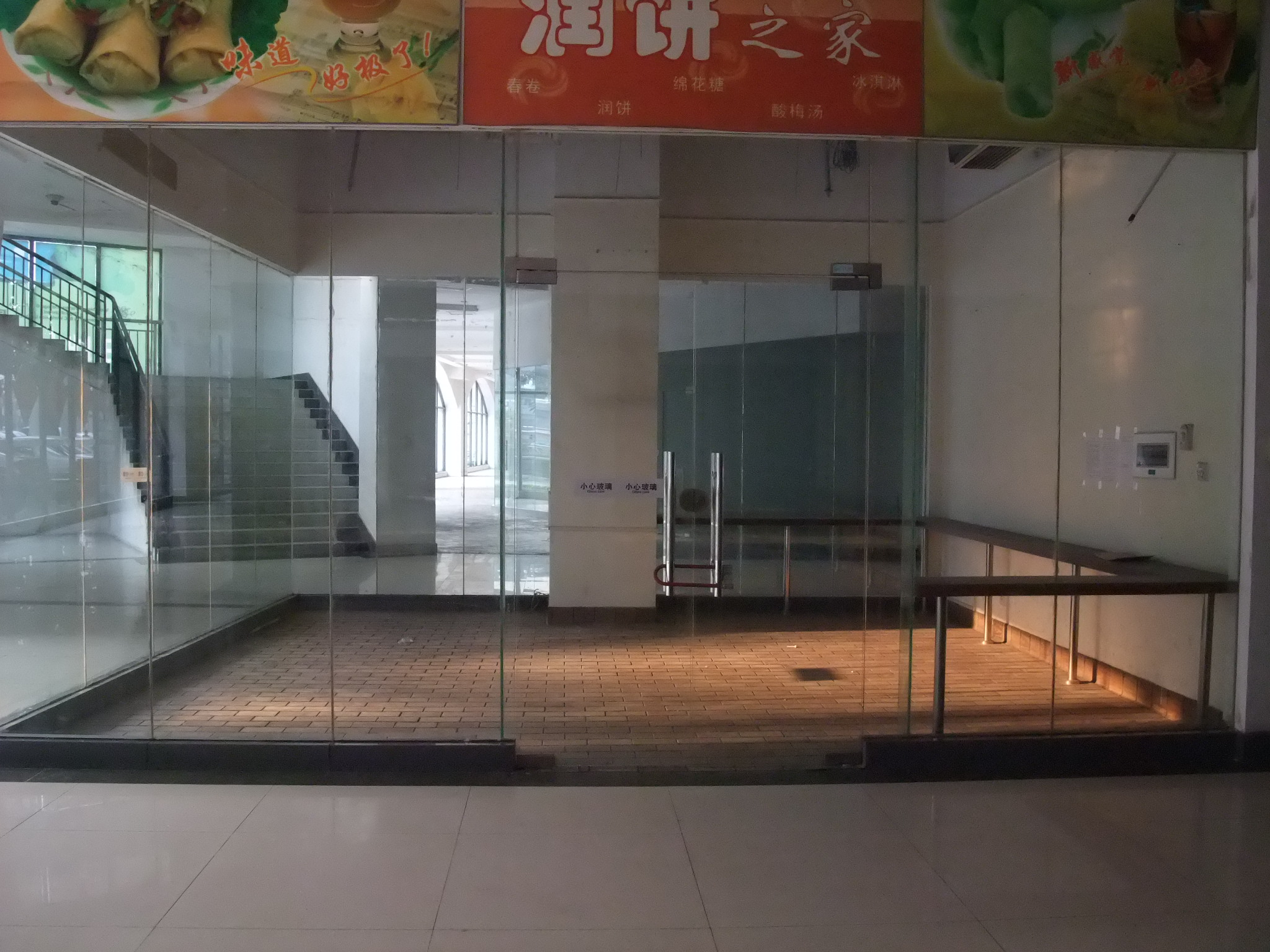
多くの店舗スペースが空いている

東莞市万江区の万江大道の南側に位置する。2005年にオープン。GLA（総賃貸面積）は約710万平方フィート（約66万平方メートル）。前年開業の金源時代ショッピングセンター（金源新燕莎MALL）を上回り、当時としては世界最大のショッピングモールとなった。
しかし、最小面積が大きく、賃料が周囲よりも高く、事務所用には使えないなどの理由から、入居するテナントが少なく、入れ替わりもあるため、1500ほどもある小売スペースの多くはずっと空きスペースになっているのが実情である。2013年の時点では、モール側の主張する店舗入居率は20%であり、事実上機能停止状態と言われている。
同施設は7のエリアに分かれており、周囲にヤシ科の植物を植えたり、塑像を配置するなど、異国情緒作りをしている。
- アムステルダム
- パリ
- ローマ
- ヴェネツィア
- エジプト
- カリブ海
- カリフォルニア州

中央広場にはフリーフォール型、急流下り型、回転ブランコ型などの電動アトラクション施設と、ボート乗り場があり、他にゴーカート、ゴンドラ巡り、海賊船などの娯楽施設がある。

## 主な店舗、施設
- マクドナルド
- ケンタッキーフライドチキン
- ピザハット
- 真功夫
- IMAX
- 時尚電器
- SPAR（スーパーマーケット）
- 東莞工場アウトレットモール
- バドミントン館
- 万達電影（映画館）
- ナイルビラインターナショナルホテル（尼羅河国際大酒店）
- シティーエアターミナル（東莞城市候機楼。広州白雲国際空港、深圳宝安国際空港、香港国際空港行きバス乗り場）

### かつてあった店舗、施設
- 銅羅湾百貨
- 時尚百貨
- B&Q

## 交通
東莞汽車総站（市内最大のバスターミナル）から東莞市内バスで東に1停留所だが、中間にインターチェンジがあるため、徒歩15分。なお、バス停の名前は「華南摩尓」(华南摩尔)と漢字表記の旧称のままとなっている。
市役所のある南城区からタクシーでは15分程度。

## 駐車場
新華南MALLは中国最大のショッピングモールであるが、駐車場が少ない。北米最大のショッピングモールであるウェスト・エドモントン・モールは20,000台収容可能だが、新華南MALLでは10,000台しか入れない。しかし、消費者も自転車利用が多いなど、国情に違いもある。